# Karl von Wenninger
Karl Ritter von Wenninger (Berg, 13. kolovoza 1861. – Mancelul, 8. rujna 1917.) je bio njemački general i vojni zapovjednik. Tijekom Prvog svjetskog rata zapovijedao je Bavarskom konjičkom divizijom, 3. bavarskom pješačkom divizijom, te XVIII. pričuvnim korpusom na Zapadnom i Rumunjskom bojištu.

## Vojna karijera
Karl von Wenninger rođen je 13. kolovoza 1861. u Bergu. Sin je pukovnika Franza Wenningera i Mathilde Forster. Nakon završetka gimnazije stupa u bavarsku vojsku služeći u 2. kraljevskoj bavarskoj pukovniji teškog konjaništva. Od listopada 1888. pohađa Bavarsku vojnu akademiju. Potom, od rujna 1891. pohađa Konjičku akademiju u Münchenu, nakon čega je u travnju 1892. promaknut u čin poručnika. U listopadu 1892. premješten je na službu u 2. kraljevsku bavarsku konjičku brigadu koja je bila smještena u Augsburgu, gdje služi iduće tri godine, do rujna 1895., od kada služi u Glavom stožeru bavarske vojske. U čin konjičkog satnika unaprijeđen je u ožujku 1897., da bi potom od iduće 1898. godine služio u stožeru I. korpusa. Na službi u stožeru I. korpusa nalazi se do 1899. kada postaje zapovjednikom konjičkog eskadrona u 5. kraljevskoj bavarskoj konjičkoj pukovniji. Od 1901. služi u stožeru 3. kraljevske bavarske pješačke divizije, nakon čega od rujna 1902. predaje u Bavarskoj vojnoj akademiji. U listopadu 1903. promaknut je u čin bojnika, dok se od iduće 1904. godine ponovno nalazi na službi u stožeru I. korpusa. 
U travnju 1906. Wenninger postaje najprije privremenim, a od srpnja, i trajnim zapovjednikom 1. kraljevske bavarske pukovnije teškog konjaništva. Istodobno je i član povjerenstva za reviziju vojnih propisa. U ožujku 1907. promaknut je u čin potpukovnika, dok dvije godine kasnije, u ožujku 1909., dostiže čin pukovnika. U rujnu 1909. imenovan je zapovjednikom 6. kraljevske bavarske konjičke brigade smještene u Regensburgu, dok u prosincu 1911. postaje bavarskim časnikom za vezu pri njemačkom Glavnom stožeru. Istodobno obnaša i dužnost bavarskog predstavnika u Bundesratu. U ožujku 1912. promaknut je u čin general bojnika, dok u rujnu 1913. dobiva plemićku titulu.

## Prvi svjetski rat
Na početku Prvog svjetskog rata Wenninger obnaša dužnost bavarskog predstavnika pri njemačkom Glavnom stožeru. U rujnu 1914. unaprijeđen je u čin general poručnika, dok u studenom te iste godine preuzima zapovjedništvo nad Bavarskom konjičkom divizijom zamijenivši na tom mjestu Otta von Stettena. Zapovijedajući Bavarskom konjičkom divizijom sudjeluje u Prvoj bitci kod Ypresa. U ožujku 1915. imenovan je zapovjednikom 3. bavarske pješačke divizije kojom drži položaje u Artoisu. Tijekom rujna i listopada 1916. sudjeluje u Bitci na Sommi, dok u travnju 1917. sudjeluje u Bitci kod Arrasa. Za uspješno zapovijedanje u travnju bavarski kralj Ludvig III. ga je odlikovao ordenom Maksa Josipa, dok je 1. svibnja 1917. od cara Vilima II. primio orden Pour le Mérite.

## Smrt
U lipnju 1917. Wenninger je imenovan zapovjednikom XVIII. pričuvnog korpusa zamijenivši na tom mjestu Kunu von Steubena koji je postao zapovjednikom 11. armije. Zapovijedajući XVIII. korpusom sudjeluje u Bitci kod Marasestija. Tijekom navedene bitke u borbama kod Muncelua Wenninger pogiba 8. rujna 1917. godine.
Wenninger je od srpnja 1889. bio oženjen s Kornelie Prins s kojom je imao kćer i dva sina. Mlađi sin je poginuo kao pilot na Zapadnom bojištu, dok je stariji sin Ralph tijekom rata služio u mornarici. I Ralph Wenninger je tijekom Prvog svjetskog rata, jednako kao i otac, odlikovan najvišim vojnim ordenom Pour le Mérite čime su, izuzevši njemačke prinčeve, postali jedinim ocem i sinom koji su primili to prestižno odlikovanje.

## Vanjske poveznice
(eng.) Karl von Wenninger na stranici Prussianmachine.com

(njem.) Karl von Wenninger na stranici Deutschland14-18.de